# 稗田町 (高浜市)
稗田町（ひえだちょう）は、愛知県高浜市の地名。現行行政地名は稗田町1丁目から稗田町6丁目。

## 地理
東は論地町・向山町、西は青木町、南は二池町、北は沢渡町に接する。

## 世帯数と人口
2019年（令和元年）6月1日現在の世帯数と人口は以下の通りである。
| 大字   | 世帯数  | 人口    |
| ------ | ------- | ------- |
| 稗田町 | 822世帯 | 2,037人 |

### 人口の変遷
国勢調査による人口の推移
| 1995年（平成7年）  | 1,922人 | [ 5 ] |  |
| 2000年（平成12年） | 1,922人 | [ 6 ] |  |
| 2005年（平成17年） | 1,932人 | [ 7 ] |  |
| 2010年（平成22年） | 2,004人 | [ 8 ] |  |
| 2015年（平成27年） | 2,119人 | [ 9 ] |  |

## 学区
市立小・中学校に通う場合、学区は以下の通りとなる。また、公立高等学校に通う場合の学区は以下の通りとなる。
| 番・番地等 | 小学校             | 中学校           | 高等学校             |
| ---------- | ------------------ | ---------------- | -------------------- |
| 全域       | 高浜市立高浜小学校 | 高浜市立南中学校 | 三河学区（特例地域） |

## 施設
- 碧南警察署 高浜幹部交番
- 刈谷豊田総合病院高浜分院(現在は移転)

## その他

### 日本郵便
- 郵便番号 : 444-1321[3]（集配局：高浜郵便局[12]）。